# رامون أمايا أمادور
رامون أمايا أمادور (بالإسبانية: Ramón Amaya Amador)‏ هو صحفي هندوراسي، ولد في 29 أبريل 1916 في اولانتشيتو ‏ في هندوراس، وتوفي في 24 نوفمبر 1966 في براتيسلافا في سلوفاكيا.

## وصلات خارجية
- رامون أمايا أمادور على موقع الموسوعة البريطانية (الإنجليزية)